# Förfarandet vid alltför stora underskott
Förfarandet vid alltför stora underskott är ett förfarande inom Europeiska unionen som Europeiska kommissionen inleder när den anser att en medlemsstat inte uppfyller stabilitets- och tillväxtpaktens bestämmelser om budgetdisciplin. Förfarandet utgör grunden för stabilitets- och tillväxtpaktens korrigerande del. Det inrättades den 1 januari 1994 som en del av den andra etappen av Ekonomiska och monetära unionen.
Förfarandet består av flera steg – i vissa fall med möjlighet att förelägga böter – som syftar till att få en medlemsstats alltför stora underskott under kontroll och inom de ramar som fastställts genom stabilitets- och tillväxtpakten. Enligt pakten får det offentliga underskottet uppgå till maximalt 3 procent av BNP och den offentliga skuldsättningen uppgå till maximalt 60 procent av BNP. Baserat på statistik som medlemsstaterna löpande rapporterar in till Eurostat kan kommissionen utarbeta en rapport och avge ett yttrande om den anser att en medlemsstat inte uppfyller dessa krav. Europeiska unionens råd beslutar med kvalificerad majoritet, på förslag av kommissionen, om det föreligger ett alltför stort underskott. I så fall kan rådet anta icke-offentliga rekommendationer till den berörda medlemsstaten. Om rådet finner att rekommendationerna inte har gett tillräckliga resultat, kan det offentliggöra rekommendationerna och i förlängningen även förelägga medlemsstaten att inom en fastställd tidsfrist vidta nödvändiga åtgärder för att komma till rätta med det alltför stora underskottet. I slutändan kan rådet, om medlemsstaten fortfarande inte vidtar effektiva åtgärder för att komma till rätta med situationen, besluta att vidta ytterligare åtgärder, däribland att förelägga böter av lämplig storlek. Rådet antar sina beslut och rekommendationer gällande förfarandet vid alltför stora underskott med kvalificerad majoritet på förslag eller rekommendation av kommissionen. Den berörda medlemsstaten saknar då rösträtt.
Sunda statsfinanser i bemärkelsen att en medlemsstat inte är föremål för förfarandet vid alltför stora underskott är ett av konvergenskriterierna för att få införa euron som valuta.
Till följd av coronaviruspandemin bröt alla EU-länder mot kraven om sunda statsfinanser under 2021; dock beslutade Europeiska kommissionen att aktivera särskilda undantagsbestämmelser som innebär att inget förfarande vid alltför stora underskott inleds mot dessa medlemsstater.

## Rättsliga bestämmelser
Förfarandet vid alltför stora underskott regleras av artikel 126 i fördraget om Europeiska unionens funktionssätt. Förfarandet gäller samtliga medlemsstaterna, men tvingande medel för att avhjälpa alltför stora underskott kan endast vidtas mot medlemsstater som har euron som valuta. Medlemsstater med nationell valuta får inte heller rösta vid beslut om åtgärder avseende förfarandet vid alltför stora underskott för medlemsstater med euron som valuta. Ett särskilt protokoll – protokollet om förfarandet vid alltför stora underskott – innehåller detaljerade bestämmelser om förfarandet.
Genom en förordning finns särskilda regler fastställda för hur medlemsstaterna tillhandahåller statistik som ligger till grund för förfarandet. Förordningen kodifierades 2009 i syfte att göra regelverket tydligare.